# 네오페인트
네오페인트(NeoPaint)는 비트맵 편집 소프트웨어이다. 도스 에디션에서는 BMP, PCX, ST, GIF, TIFF를, 윈도 에디션에서는 JPEG, GIF, PCX, TIFF, BMP, PNG를 지원한다. 어린이들이 사용하기 쉽고 고급 이미지 편집을 하기에도 강력한 기능을 제공한다.
네오소프트 코퍼레이션에서 만들었다.